# Falsomesosella affinis
Falsomesosella affinis là một loài bọ cánh cứng trong họ Cerambycidae.